# Charles Stanhope, III conte di Stanhope
Charles Stanhope, III conte di Stanhope (3 agosto 1753 – 15 dicembre 1816), è stato un nobile, scienziato e ambasciatore britannico.

## Biografia
Era il figlio di Philip Stanhope, II conte di Stanhope, e di sua moglie Lady Grizel Hamilton. Studiò a Eton e all'Università di Ginevra. Mentre a Ginevra, si dedicò allo studio della matematica sotto Georges-Louis Le Sage. Nel 1775 realizzò una calcolatrice meccanica a 13 cifre che poteva moltiplicare e dividere attraverso addizioni o sottrazioni successive.

### Carriera politica
In politica era un democratico. Durante le sessioni del 1783 e del 1784 ha sostenuto William Pitt.
È stato il presidente della "Società Rivoluzione", fondata in onore della Gloriosa rivoluzione del 1688, i cui membri, nel 1790, espressero la loro solidarietà con gli obiettivi della Rivoluzione francese. Nel 1794 supportò Thomas Muir.
Nel 1805 fu inviato in missione straordinaria come ambasciatore presso la Corte di Vienna.

### Il torchio Stanhope
Stanhope era uno scienziato compiuto. Egli è stato eletto Fellow della Royal Society, nel novembre 1772, e ha dedicato gran parte del suo reddito alla sperimentazione nel campo della scienza e della filosofia. Ha inventato un metodo di fissaggio degli edifici a partire dal fuoco (che, tuttavia, si è rivelata impraticabile) e la lente di Stanhope.
Ma il suo nome è legato soprattutto al torchio tipografico in ghisa che inventò nel 1800 e che si diffuse in tutta Europa. In Italia, dove fu fabbricato dalla ditta Amos Dell'Orto di Monza, il suo uso è comprovato per la prima volta nella stampa della "quarantana" de I promessi sposi di Alessandro Manzoni. La sua robustezza permise di ingrandirne le dimensioni e di stampare un'area fino a quattro volte maggiore, consentendo così di aumentare la produzione.

### Matrimonio
Sposò, il 19 dicembre 1774, Lady Hester Pitt (19 ottobre 1755-20 luglio 1780), figlia di William Pitt, I conte di Chatham e Primo Ministro. Ebbero tre figlie:
- Lady Ester Lucy Stanhope (1776-1839);
- Lady Griselda Stanhope (1778-1851), sposò, il 29 agosto 1800, John Tickell;
- Lady Lucy Rachel Stanhope (1780-1814), sposò, il 26 aprile 1796, Thomas Taylor, ebbero una figlia.

Sua moglie morì nel 1790.
Nel 1781 sposò Louisa Grenville (1758-1829), figlia e unica erede di Henry Grenville, governatore di Barbados nel 1746 e ambasciatore presso la Porta Ottomana nel 1762. Ebbero un figlio:
- Philip Henry Stanhope, IV conte di Stanhope (1781-1855)

### Morte
Morì il 15 dicembre 1816 presso la sede della famiglia Chevening, nel Kent.